# Howe Dinosaur Quarry
Howe Dinosaur Quarry is een bonebed met Dinosauria, vooral Sauropoda, ten noorden van het plaatsje Shell op het terrein van de Howe Ranch in de Amerikaanse staat Wyoming, aan de voet van het Bighorn-gebergte. De ouderdom van het bone bed is Boven-Jura (Mesozoïcum). Het maakt deel uit van de Kimmeridgien en Tithonien etages van de Morrison-formatie. Deze etages hebben een ouderdom van respectievelijk 157,3 ± 4 tot 152,1 ± 4 en 152,1 ± 4 tot 145 ± 4 miljoen jaar (Ma).

## Opgravingsgeschiedenis

### Expeditie van het American Museum of Natural History
Barnum Brown, bijgenaamd 'Mr. Bones' (1873–1963), was een Amerikaans paleontoloog verbonden aan het American Museum of Natural History in New York. Het was Brown die in 1900 in het oosten van Wyoming het eerste gedeeltelijke skelet van de gigantische en beroemde Tyrannosaurus rex (Osborn, 1905) ontdekte. In 1932 vernam hij dat op de ranch van Barker Howe in Wyoming grote beenderen ontdekt waren, en begon in 1934 met de eerste opgravingen op een locatie die de naam Howe Dinosaur Quarry kreeg. De expeditie zou in totaal zes maanden duren, werd in verschillende wetenschappelijke publicaties beschreven en kwam ook uitvoerig in de media. De financiering gebeurde door de Sinclair Refining Company. Brown en zijn team, waarvan onder meer Roland Thaxter Bird (welke later een beroemd paleontoloog zou worden), Dan Thrapp, Bill Frutchey en Carl Sorensen deel uitmaakten, exploreerden de groeve uitvoerig.
In het begin werden slechts twee skeletten van Sauropoda gevonden, maar later in de zomer van 1934 vonden zij onder een vrij dikke laag zandsteen een kleiige afzetting met een wonderbaarlijke concentratie opeengestapelde beenderen van voornamelijk Sauropoda op een oppervlakte van niet meer dan 14 bij 20 meter. Dit maakte van de verwijdering van de beenderen een langdurige en moeilijke taak, welke tot een succesvol einde gebracht werd mede dankzij een vernuftig systeem voor het in kaart brengen van de fossielen. Aan de rand van de groeve werd een groot hijswerktuig geïnstalleerd waarmee in een grote ton een lid van het veldteam een goede tien meter recht boven de opgravingen kon opgehesen worden. Vanuit deze hoge positie werden foto's van de groeve genomen, die in vlakken van één vierkante meter ingedeeld was, waardoor de positie van de beenderen kon vastgelegd worden. Roland T. Bird, Browns vertrouwde assistent, maakte dan nog eens schetsen van elk afzonderlijk been in situ. Zo werd een indrukwekkende, zeer gedetailleerde kaart van de groeve gemaakt. Deze kaart toont duidelijk dat de skeletten uit hun anatomisch verband gerukt waren, alsof zij vertrapt waren door vele dieren.
De beenderconcentratie is in het midden van de afzetting dikker dan aan de randen, alsof de dinosauriërs zich in het centrum van een steeds kleiner wordende plas verzameld hadden. Het blootleggen en in kaart brengen van de fossielen duurde twee maanden en de site werd door duizenden bezoekers van de Verenigde Staten en van Europa bezocht. Nauwgezet werden meer dan dertig ton beenderen uit de groeve verwijderd. Een half jaar na de opening ervan werd de laatste van in totaal 144 kisten fossielen per trein naar New York getransporteerd. Deze kisten bevatten ongeveer 4000 beenderen. Deze zouden nooit beschreven worden en de meeste gingen verloren tijdens een brand in het American Museum of Natural History in de jaren veertig van vorige eeuw. Andere beenderen waren waardeloos geworden omdat zij door "opslag" in een kippenren in het plaatsje Shell, vlak bij de groeve, weggerot waren. Slechts ongeveer 10% van de beenderen bleef bewaard, onder meer een serie nekwervels en een bijbehorende gedeeltelijke schedel. Deze nekwervels en schedel werden aanvankelijk toegewezen aan een jonge Barosaurus of Diplodocus. Maar in 2012 toonden Emanuel Tschopp en Octávio Mateus na een grondige analyse aan dat deze schedel tot een tot dan onbekende soort behoorde. Het werd in de Journal of Systematic Palaeontology beschreven als Kaatedocus siberi Tschopp & Mateus, 2012 (Saurischia, Sauropodomorpha, Diplodocidae, Diplodocinae). Na de expeditie van Brown kregen de Howe Quarry-Dinosauriërs weinig aandacht van de opeenvolgende generaties paleontologen.

### Expedities van het Sauriermuseum Aathal
De groeve bleef gedurende bijna zestig jaar gesloten. In 1990 werd zij onder leiding van Hans-Jakob Siber, privaat verzamelaar verbonden aan het Sauriermuseum Aathal in Seegräben (Zwitserland), heropend om de oude opgravingen van Brown aanzienlijk uit te breiden. In 1991 ontdekte men op ongeveer tweehonderd meter ten zuidwesten van de oorspronkelijke Howe Dinosaur Quarry 'Big Al' en 'Big Al Two', welke laatste het meest volledige skelet van Allosaurus fragilis (Marsh, 1877) vertegenwoordigt dat tot op heden gevonden werd.
In 1992 werd een nieuwe site ontsloten op ongeveer 457 meter ten zuiden van de originele groeve, en werd de naam gewijzigd in "Howe-Stephens Quarry" (oorspronkelijk "G Quarry"), aangezien de nieuwe eigenaar Press Stephens heet. Het Aathal-veldteam gebruikte dezelfde verfijnde karteringstechniek als Bird om de exacte positie van elk been en om alle andere kenmerken van de groeve vast te leggen. Ook Howe-Stephens Quarry was een rijk bone bed en leverde van 1992 tot 2003 twaalf dinosauriërs, bestaande uit skeletten in anatomisch verband en uit onvolledige skeletten. Ongeveer 2500 beenderen werden blootgelegd. Deze vertegenwoordigen acht Sauropoda (waarvan één jong dier), twee Ornithopoda en één stegosauride. Ze werden tentoongesteld of opgeslagen in het Sauriermuseum Aathal.
In de Howe-Stephens Quarry vond men ook vele fossielen van planten, die bewaard worden in de Siber paleobotanische verzameling van het Sauriermuseum Aathal en in het Museum of Paleontology van de Brigham Young University in Provo (Utah, V.S.). De fossiele planten bestaan uit donkere, verkoolde afdrukken en uit versteend hout, en werden in zeer fijnkorrelige zandsteen aangetroffen. De vele honderden verkoolde afdrukken (dennekegels, bladeren en twijgen) zijn bijna uitsluitend afkomstig van Araucaria delevoryasii (Pinopsida, Pinales, Araucariaceae). Nog tot in 2009 exploreerde het Sauriermuseum Aathal verschillende rijke beenderhoudende locaties op het grondgebied van de Howe Ranch. Tot de vondsten behoren skeletten die toegewezen zijn aan  Galeamopus hayi Holland, 1924 (Saurischia, Sauropodomorpha, Diplodocidae, Diplodocinae) (Red Fork Powder River Quarry A) en Hesperosaurus mjosi Carpenter, Miles & Cloward, 2001 (Ornithischia, Stegosauria, Stegosauridae, Stegosaurinae) (Howe-Scott Quarry).

## Geologie, paleontologie en tafonomie
Door de bestudering van de tafonomie van Howe Dinosaur Quarry kon men de paleobiologie van de betrokken Sauropoda reconstrueren. Het was vooral belangrijk om te achterhalen of Howe Dinosaur Quarry een kudde Sauropoda vertegenwoordigt. Hypotheses rond de vorming van het bone bed werden getoetst aan de tafonomische kenmerken van de groeve. Stratigrafische studies tonen aan dat het bone bed in het lagere gedeelte van de Morrison Formation ligt in een fijnkorrelige en kleiige, olijfgroene siltsteen van variabele dikte, ingebed tussen fijnkorrelige zandsteenlagen. De grote concentratie aan beenderen loopt verder naar het noordwesten, waar Diplodocus en andere geslachten Sauropoda ontdekt werden. De groeve was waarschijnlijk een drinkplaats aan de oever van een rivier. Sedimentologische kenmerken wijzen erop dat de beenderlaag op het einde van een droogteperiode overstroomd werd. Het bone bed bevatte ongeveer vierduizend beenderen welke van minstens 25 gedeeltelijke skeletten afkomstig zijn. Er werden meer dan honderd losse tanden met een lengte van 4 tot 40 cm van Allosaurus en ongetwijfeld ook van andere geslachten Theropoda aangetroffen. De Sauropoda Barosaurus, Apatosaurus, Camarasaurus en Diplodocus komen het meeste voor. Camptosaurus maakt een minderheid uit. Naast enkele volwassen dieren bevat de groeve ook verschillende jonge tot jongvolwassen dieren. Ruimtelijk werden de skeletten tijdens het afzetten gesorteerd volgens grootte, welke af nam naarmate de rand van het bone bed bereikt werd. Er is een duidelijke groepering van de meeste skeletten van zowel Apatosaurus als Camarasaurus. De meeste beenderen zijn niet verweerd (geërodeerd) en werden in een semi-horizontaal vlak gevonden. De skeletten zijn ofwel sterk uit anatomisch verband of zijn tot hoogstens voor de helft volledig. Maar door overeenkomsten in het verspreidingspatroon kunnen de beenderen toch vaak gegroepeerd worden.
De relatieve onvolledigheid staat in schril contrast met de zeldzaamheid van de gevonden skelet-elementen, zoals schedels, sleutelbeenderen, borstbeenribben, huidafdrukken en de gefossiliseerde inhoud van een maag met 64 gastrolieten. Dit zijn zaken die zelden aangetroffen werden bij andere vondsten van Sauropoda. In het bone bed komen veelvuldig rechtopstaande ledematen voor in anatomisch
verband, wat op een autochtone context wijst (de beenderen werden dus niet van elders aangevoerd, maar zijn afkomstig van ter plaatse gestorven dieren). Het bewaard blijven van huid wijst op natuurlijke mummificatie onder invloed van droogte. De huidafdrukken werden in 1992, 1993 en 1994 beschreven door een Amerikaanse self-made-paleontoloog, Stephen Andrew Czerkas (1951-2015). Zijn verhandelingen geven aan dat sommige Diplodocinae op hun rug huidachtige doorns hadden. De schaarse aanwezigheid van dijbeenderen en bekkenbeenderen kan waarschijnlijk verklaard worden door de activiteiten van aaseters. De vorming van het bone bed wordt toegewezen aan een extreme droogte, waardoor verzwakte dieren geconcentreerd werden rond een modderige drinkplaats waarin zij vast kwamen te zitten en uiteindelijk omkwamen door uitdroging, verhongering en predatie. De drinkplaats droogde uiteindelijk volledig op. Aaseters (Theropoda) rukten de skeletten van de Sauropoda uit het anatomisch verband, waarbij die van jonge Sauropoda het meest verspreid werden. Alhoewel gedeeltelijke mummificatie optrad, wijst het ontbreken van verwering erop dat de resten vrij snel met sediment overdekt werden door een stortvloed (of meerdere) op het einde van de droogte. Howe Dinosaur Quarry is een uitzonderlijke paleosite met kenmerken die niet voorkomen op andere vindplaatsen van Sauropoda. Het zich voordoen van massale sterfte ten gevolge van droogte kan de theorie dat men in Howe Dinosaur Quarry met een kudde Sauropoda te maken zou hebben eventueel ontkrachten. Het gebied waar nu de Morrison Formation ligt werd tijdens het late Jura gekenmerkt door periodieke extreme droogte waardoor massale sterfte optrad, resulterend in uitgebreide bone beds zoals in onder meer Howe Dinosaur Quarry, Dry Mesa Dinosaur Quarry en Cleveland Lloyd Dinosaur Quarry.
Door de expeditie van het Sauriermuseum Aathal werden in de groeve buiten tanden ook (voet)sporen van Theropoda gevonden (die door Browns expeditie over het hoofd gezien werden), dus in associatie met de zeer talrijke beenderen van Sauropoda. Dit impliceert dat grote carnivoren actief waren als aaseters en dat er een hypothetisch verband bestaat tussen bepaalde van deze sporen en de in de Morrison-formatie veel voorkomende Allosaurus fragilis Marsh, 1877 (Carnosauria, Allosauridae, Allosaurinae). Andere geslachten Theropoda kunnen natuurlijk niet uitgesloten worden. De verscheidenheid aan sporen werd afgezet in zeer fijn zandsteen en in zeer fijne versteende klei en modder (Engels : "mudstone"). De sporen zijn gedeeltelijk of relatief volledig bewaard gebleven en zijn van zowel grote als kleine Theropoda afkomstig. De grote hoeveelheden beenderen in associatie met vele voetsporen zijn een mooi voorbeeld van "dinoturbatie", dat is de beïnvloeding van het substraat door de activiteiten van Dinosauria (in dit geval het vertrappelen van een cluster karkassen door aaseters). De toewijzing van fossiele voetsporen aan bepaalde geslachten Dinosauria kan soms gerechtvaardigd worden door een proces van eliminatie. Howe Dinosaur Quarry ligt in de Morrison Formation. De grootste, drietenige voetsporen die veelvuldig in de Morrison Formation voorkomen, kunnen vrijwel zeker aan Allosaurus of Torvosaurus toegewezen worden, omdat dit de enige (bekende) grote en kenmerkende Theropoda zijn in dit gebied.

## Thanatocoenose van Howe Dinosaur Quarry
Dinosauria Owen,1842
Saurischia Seeley, 1888
Eusaurischia Padian et al., 1999
Sauropodomorpha Huene, 1932
Sauropoda Marsh, 1878
Diplodocoidea Marsh, 1884 vide Upchurch, 1995
Diplodocimorpha Calvo & Saldago, 1995
Flagellicaudata Tschopp, Mateus et Benson, 2015
Diplodocidae Marsh, 1884
Diplodocinae Janensch, 1929 
Diplodocus carnegii Hatcher, 1901
Kaatedocus siberi Tschopp & Mateus, 2012
Barosaurus lentus Marsh, 1890
Apatosaurinae Janensch, 1929
Apatosaurus sp.? Marsh, 1877
Macronaria Wilson & Sereno, 1998
Camarasauromorpha Salgado, Coria et Calvo, 1997a
Camarasaurinae Cope, 1878
Camarasaurus sp.? Cope, 1877a
Theropoda Marsh, 1881
Tetanurae Gauthier, 1986
Orionides Carrano, Benson et Sampson, 2012
?Allosaurus fragilis Marsh, 1877
Ornithischia Seeley, 1888
Genasauria Sereno, 1986
Neornithischia Cooper, 1985 
Cerapoda Sereno, 1986
Ornithopoda Marsh, 1881
Iguanodontia Dollo, 1888 
Dryomorpha Sereno, 1986
Ankylopollexia Sereno, 1986
Camptosauroidea Marsh, 1885
Camptosauridae Marsh, 1885
Camptosaurus dispar Marsh, 1879

## Thanatocoenose van Howe-Stephens Quarry
Plantae sensu Copeland, 1956
Tracheobionta (vaatplanten)
Spermatophyta (zaadplanten) 
Pinophyta (Coniferen)
Pinopsida
Pinales
Araucariaceae Henkel & W. Hochstetter
Araucaria delevoryasii
Pisces (vissen)
Gnathostomata (gewervelden met kaken) Zittel, 1879
Osteichthyes (beenvissen) Huxley, 1880
Sarcopterygii (kwastvinnigen en Tetrapoda (Viervoeters)) Romer, 1955
Dipnoi (longvissen) Müller, 1884
Dipnoi indet.
Dinosauria Owen,1842
Saurischia Seeley, 1888
Eusaurischia Padian et al., 1999
Sauropodomorpha Huene, 1932
Sauropoda Marsh, 1878
Diplodocoidea Marsh, 1884 vide Upchurch, 1995
Diplodocimorpha Calvo & Saldago, 1995
Flagellicaudata Tschopp, Mateus et Benson, 2015
Diplodocidae Marsh, 1884
Diplodocinae Janensch, 1929 
Diplodocus sp. Marsh, 1878
Barosaurus sp. Tschopp et al., 2015
Apatosaurinae Janensch, 1929
Apatosaurus sp. Ikejiri et al., 2005
Macronaria Wilson & Sereno, 1998
Camarasauromorpha Salgado, Coria et Calvo, 1997a
Camarasaurinae Cope, 1878
Camarasaurus sp. Cope, 1877a
Titanosauriformes
Brachiosauridae Riggs, 1904
Brachiosaurus sp. Carballido et al. 2012
Theropoda Marsh, 1881
Tetanurae Gauthier, 1986
Orionides Carrano, Benson et Sampson, 2012
Allosaurus sp. Marsh, 1877
Ornithischia Seeley, 1888
Genasauria Sereno, 1986
Neornithischia Cooper, 1985
Othnielosaurus sp. Christiansen & Tschopp, 2010
Thyreophora Nopcsa, 1915
Eurypoda Sereno, 1986
Stegosauria Marsh, 1877
Stegosauroidea Marsh, 1880
Stegosauridae Marsh, 1880
Stegosaurinae Marsh, 1877
Stegosaurus sp. Marsh, 1877
Hesperosaurus mjosi Christiansen & Tschopp, 2010
Cerapoda Sereno, 1986
Ornithopoda Marsh, 1881
Iguanodontia Dollo, 1888 
Dryomorpha Sereno, 1986
Dryosauridae Milner & Norman, 1984
Dryosaurus sp. Marsh, 1894
Ankylopollexia Sereno, 1986

## Voetnoten
1. ↑  Bird, 1985, Breithaupt, 1997
2. ↑  Brown, 1935; Colbert, 1968, Norell et al., 1995
3. 1 2  Breithaupt, 1997
4. ↑  Laws, 1996
5. ↑  Ayer, 2000
6. ↑  Heady, 1992
7. ↑  Brown, 1935, Ayer, 2000
8. ↑  Farlow in Bird, 1985
9. ↑  Lockley, 1991